# Joe Walsh
 (octobre 2021).
Si vous disposez d'ouvrages ou d'articles de référence ou si vous connaissez des sites web de qualité traitant du thème abordé ici, merci de compléter l'article en donnant les références utiles à sa vérifiabilité et en les liant à la section « Notes et références ».
Pour les articles homonymes, voir Walsh.
Joseph Fidler Walsh, né le 20 novembre 1947 à Wichita (Kansas), est un chanteur, guitariste et compositeur américain de rock. Au cours d'une carrière de plus de 50 ans, il a été membre de cinq groupes rock à succès : James Gang, Barnstorm, Eagles, The Party Boys et Ringo Starr & His All-Starr Band. Il a également joué avec le groupe néo-zélandais Herbs. De 1990 à 1994, il a rejoint le groupe The Best, avec le claviériste Keith Emerson, le guitariste Jeff Baxter, le bassiste John Entwistle et le batteur Simon Phillips, un DVD est sorti de cette formation, The Best Supergroup en 1990.
Walsh a également connu le succès en tant qu'artiste solo et musicien de session prolifique, figurant sur une vaste gamme d'albums d'autres  artistes. En 2011, le magazine Rolling Stone le plaçait à la 54e place de sa liste des 100 plus grands guitaristes de tous les temps. 
Au milieu des années 1960, après avoir fréquenté la Kent State University, Walsh joue avec plusieurs groupes locaux basés dans l'Ohio avant de rejoindre un public national en tant que membre du James Gang, dont la chanson à succès Funk # 49 met en lumière son talent à la fois de guitariste et de chanteur. Roger Abramson, légendaire producteur de concerts et gérant d'artistes, signe le James Gang dans le cadre d'un contrat de gestion avec BPI à Cleveland. Après la scission du James Gang en 1972, Walsh forme Barnstorm avec Joe Vitale, un ami d'université de l'Ohio, et Kenny Passarelli, un bassiste du Colorado où Walsh avait déménagé après avoir quitté l'Ohio. Alors que le groupe reste ensemble pour trois albums en trois ans, ses œuvres sont commercialisées en tant que projets solo. Le dernier album de Barnstorm, So What de 1974, contient des contributions importantes de plusieurs membres des Eagles, un groupe qui avait récemment embauché le producteur de Joe, Bill Szymczyk.
À la suggestion de ce dernier, Joe rejoint les Eagles en 1975 en tant que guitariste et claviériste après le départ de son membre fondateur, Bernie Leadon, et son premier album avec le groupe est Hotel California. En 1998, un sondage de lecteurs mené par le magazine Guitarist a désigné les solos de guitare de la chanson Hotel California exécutés par Joe Walsh et Don Felder comme les meilleurs solos de guitare de tous les temps. Le magazine Guitar World l'a classée au huitième rang des 100 meilleurs solos de guitare. En plus de la guitare, Joe joue aussi les claviers, le piano et l'orgue. 
Outre son travail avec plusieurs groupes, il a publié douze albums studio en solo, six albums compilation et deux albums en concerts. Ses hits en solo incluent Rocky Mountain Way, Life's been good, All Night Long, A Life of Illusion et Ordinary Average Guy.
Les Eagles de la période avec Joe Walsh sont considérés comme l’un des groupes les plus influents des années 1970 et restent l'un des groupes américains les plus vendus dans l'histoire de la musique populaire. En tant que membre des Eagles, Walsh a été intronisé au Rock and Roll Hall of Fame en 1998. Sa contribution créative à la musique a été saluée par plusieurs des meilleurs guitaristes rock. Jimmy Page de Led Zeppelin a ainsi déclaré : « Il a une formidable sensation pour l'instrument. J'adore son style depuis le début de James Gang. » Eric Clapton a aussi déclaré : « Il est l’un des meilleurs guitaristes à avoir fait surface en un certain temps. Je n’écoute pas beaucoup de disques, mais j’écoute les siens. » Le guitariste des Who, Pete Townshend, affirme quant à lui que : « Joe Walsh est un joueur fluide et intelligent. Il n'y en a pas beaucoup comme lui dans le monde ».

## Biographie

### Petite enfance et éducation
Joseph Fidler Walsh est né le 20 novembre 1947 à Wichita, au Kansas. Sa mère était une pianiste d'ascendance écossaise et allemande ayant reçu une formation classique. Joe a été adopté par son beau-père à l'âge de cinq ans après la mort de son père biologique dans un accident d'avion. Dans les années 1950, la sécurité sociale, l'enregistrement scolaire et les dossiers médicaux des enfants prenaient généralement le nom de leur beau-père, mais le nom de famille du père biologique de Walsh était Fidler; il l'a donc pris comme deuxième prénom.
Walsh et sa famille ont vécu à Columbus, dans l'Ohio, plusieurs années durant leur jeunesse. Quand Joe avait douze ans, sa famille s'installa à New York. Plus tard, il a déménagé à Montclair dans le New Jersey et a fréquenté la Montclair High School, où il a joué du hautbois dans l'orchestre de l'école.
Walsh a eu sa première guitare à l'âge de 10 ans et, après avoir appris "Walk Don't Run" des Ventures, il a décidé de poursuivre une carrière de guitariste. Inspiré par le succès des Beatles, il remplace Bruce Hoffman au poste de bassiste du groupe populaire local Les Nomads à Madison New Jersey, commençant sa carrière en tant que musicien rock. Après le lycée, Joe a étudié à la Kent State University, où il a joué dans divers groupes jouant dans la région de Cleveland, y compris The Measles. Ce groupe a enregistré pour la formation The Ohio Express de Super K Productions les chansons I Find I Think Of You, And It's True et Maybe (une version instrumentale de "And It's True"). Joe s'est spécialisé en anglais et en musique; Il était présent lors du massacre de Kent State en 1970, il a commenté en 2012: "Etre à la fusillade m'a profondément touché. J'ai décidé que peut-être je n'avais pas besoin d'un diplôme aussi mauvais." Il a alors quitté l'université pour poursuivre sa carrière musicale.

### 1965-1967: The Measles (années Joe Walsh)
The Measles, un groupe de bars et de clubs de l’Ohio, a été créée en 1965 par quatre étudiants de la Kent State University, dont l’un était Joe Walsh. Deux chansons de l'album Beg Borrow and Steal de l'Ohio Express, I Find I Think Of You et And It's True (tous deux mettant en vedette la voix de Joe Walsh) ont en fait été enregistrés par le groupe "The Red", dirigé par Walsh. En outre, une version instrumentale de And It's True a été enregistrée par The Measles, rebaptisée Maybe et publiée comme la face B du single Beg Borrow and Steal.

### 1968 - 1971 The James Gang
Aux alentours de Noël 1967, le guitariste de James Gang, Glenn Schwartz, qui se révéla être réformé de l'armée et rompait avec sa femme, décida de quitter le groupe pour s'installer en Californie, où il forma le groupe Pacific Gas & Electric. Quelques jours plus tard, peu de temps après le début de l'année 1968, un ami de Schwartz, Joe Walsh (d'un autre groupe appelé The Measles), frappa à la porte de Jim Fox et demanda un essai en remplacement de Schwartz. Walsh fut accepté et le groupe continua à cinq pendant un court laps de temps jusqu'à ce que Phil Giallombardo, qui était encore au lycée à ce moment-là ne quitte. Joe et Jeric ont travaillé ensemble sur des parties de guitare, mais ce dernier a fini par quitté également au printemps 1968. Il a ensuite été remplacé par Ronnie Silverman, qui avait été renvoyé de l'armée.
En mai 1968, le groupe donna un concert à la Grande Ballroom de Détroit, qui ouvrait pour Cream. À la dernière minute, Silverman informa les autres qu'il ne les rejoindrait pas au spectacle. Le groupe, qui avait désespérément besoin d’argent, monta sur scène en trio. Ils ont aimé leur son comme un trio et ont décidé de rester comme ça.
En 1968, le groupe signe avec le manager Mark Barger, qui s'occupait de la carrière de ses compatriotes de l'Ohio, The Lemon Pipers, qui venaient de remporter un franc succès avec Green Tambourine. Barger met le Gang en contact avec le producteur d’ABC Records Bill Szymczyk, qui les signe à la nouvelle filiale d’ABC, Bluesway Records, en janvier 1969.
Ils ont sorti leur premier album, Yer 'Album, en 1969. En novembre 1969, le bassiste Tom Kriss a décidé qu'il ne poursuivrait plus dans la musique et a été remplacé par Dale Peters, qui venait d'un autre groupe appelé E.T. Hoolie. L’ajout de Peters a créé l’incarnation la plus réussie du James Gang. Walsh s'est avéré être l'attraction vedette du groupe, connue pour son rythme de jeu innovant et ses riffs de guitare créatifs. Il était notamment connu pour avoir câblé à chaud les capteurs de ses guitares électriques afin de créer le son "d'attaque" qui lui est propre. The James Gang a eu plusieurs succès mineurs et est devenu un incontournable du rock orienté album pour les deux années suivantes. C'est en 1969 que Walsh vendit sa guitare Les Paul à Jimmy Page. Plus tard en 1969, le producteur de disques du groupe, Bill Szymczyk, a fait en sorte que le groupe apparaisse dans le film "western electric" Zachariah, avec deux chansons de James Gang, Laguna Salada et Country Fever également utilisées. Le chanteur Kenny Weiss a été invité à enregistrer ses deux chansons pour permettre à Joe de se concentrer sur son jeu de guitare. il était déjà parti lorsque le groupe est arrivé au Mexique pour tourner leurs scènes de film. Laguna Salada et Country Fever ont réapparu plus tard en tant que chansons bonus sur la réédition de The James Gang Greatest Hits en 2000.
Peu de temps avant la sortie de leur deuxième album James Gang Rides Again, le groupe a ouvert un spectacle pour les légendaires Who à Pittsburgh. Leur guitariste, Pete Townshend, a rencontré le James Gang avant leur départ et a été suffisamment impressionné pour les inviter à la prochaine tournée européenne des Who. Quand Walsh a été interrogé à ce sujet, il a déclaré : « Pete est un joueur très mélodique et moi aussi. Il m'a dit qu'il appréciait mon jeu. J'étais flatté au-delà de toute croyance parce que je ne pensais pas être aussi bon. » 
Les deux prochains albums de James Gang, James Gang Rides Again (1970) et Thirds (1971), ont produit des classiques tels que Funk # 49 et Walk Away. L'album James Gang Live à Carnegie Hall était le dernier album de Walsh avec eux, car il était devenu insatisfait des limites du groupe.
Les deux membres restants, Peters et Fox, ont continué avec le chanteur soliste Roy Kenner et le guitariste Domenic Troiano (tous deux ex-membres du groupe canadien Bush) pour deux albums, Straight Shooter et Passin 'Thru, tous deux sortis en 1972. Mais lors de récentes interviews, Fox a déclaré que les choses ne se sont pas déroulées musicalement comme prévu avec Troiano, ce dernier a donc quitté le groupe en 1973 et rejoint The Guess Who. Finalement, Tommy Bolin serait guitariste avec le James Gang, avant de remplacer Ritchie Blackmore au sein de Deep Purple.

### 1971-1973: Barnstorm
En décembre 1971, Joe a quitté le James Gang. Steve Marriott l'a invité à déménager en Angleterre et à rejoindre Humble Pie, Peter Frampton ayant quitté le groupe, mais Joe a décliné son offre. Au lieu de cela, il s'installa dans le Colorado et forma un groupe appelé Barnstorm, avec le batteur et multi-instrumentiste Joe Vitale, et le bassiste Kenny Passarelli, bien que leurs deux albums attribuent le mérite à Joe en tant qu'artiste solo. Ils ont commencé à enregistrer leur premier album immédiatement après la formation, mais à l'époque, il n'y avait que Walsh et Vitale lors de ces sessions. Chuck Rainey composa les premières pistes de basse de l'album, mais celles-ci furent bientôt remplacées par Passarelli. Joe sorti leur premier album éponyme, en octobre 1972. Après s'être inspiré de Townshend, Walsh a utilisé le synthétiseur ARP Odyssey pour produire des effets remarquables sur des chansons telles que Mother Says et Here We Go. Joe a également expérimenté la guitare acoustique, la guitare slide, les pédales d'effets, la fuzzbox, la talk box et les claviers, ainsi que la guitare dans un haut-parleur Leslie 122 pour obtenir des sons de guitare tourbillonnants, similaires à ceux d'un orgue. L'album a été un succès critique, mais n'a eu qu'un succès commercial modéré. La suite, The Smoker You Drink, The Player You Get, parue en juin 1973, a été commercialisée sous le nom de Joe  Walsh (bien qu’il s’agisse officiellement d’un album de Barnstorm) et constitue leur percée commerciale. Il a culminé au n° 6 sur les charts américains. Le premier single, Rocky Mountain Way, a été diffusé à la radio et a atteint la 23e place du palmarès des 40 meilleurs singles aux Etats-Unis. Le nouveau membre, le claviériste Rocke Grace et Walsh ont partagé le chant et les compositions avec les trois autres membres du groupe. En conséquence, des styles variés sont explorés sur cet album. Il y a des éléments du blues, du jazz, du folk, de la pop et de la musique des Caraïbes. En 1974, Barnstorm s'est dissous et Walsh a continué en tant qu'artiste solo. À la fin de 1974, Joe joua de la guitare slide sur le premier album solo de l'ancien membre du groupe Barnstorm, Joe Vitale, Roller Coaster Weekend.

### 1975-1980: Les Eagles
En 1975, Walsh fut invité à se joindre aux Eagles en tant que remplaçant du membre fondateur, Bernie Leadon. La capacité de Walsh à s'intégrer au groupe suscitait quelques inquiétudes, car il était considéré comme trop «sauvage» pour les Eagles, en particulier par son batteur et chanteur, Don Henley.
Sorti le 8 décembre 1976, Hotel California était le cinquième album studio du groupe et le premier à inclure Joe Walsh. L'album a pris un an et demi à compléter, un processus qui, avec les tournées, a épuisé le groupe.
Le deuxième single de l'album était le titre éponyme, qui a dominé les charts en mai 1977 et est devenu l'une des chansons emblématiques des Eagles, à côté de Take It Easy et Desperado. Il comprend Henley au chant, avec un duo de guitares interprété par Don Felder et Joe Walsh.
La chanson rock Life in the Fast Lane est basée sur un riff de Walsh. Elle atteignit la 11e place des charts et contribua à établir la position de Joe dans le groupe. Il interprète Pretty Maids All in a Row.
Cet album est le dernier avec le bassiste Randy Meisner, membre fondateur, qui a quitté le groupe après la tournée de 1977. Il a été remplacé par le même musicien qui lui avait succédé au sein de Poco, Timothy B. Schmit. 
En 1977, le groupe, moins Don Felder, interprète des œuvres instrumentales et des chœurs pour l'album Little Criminals de Randy Newman, dont "Short People", composé des cœeurs de Glenn Frey et Timothy B. Schmit.
Les Eagles sont entrés dans le studio d’enregistrement en 1977 pour commencer à travailler sur leur prochain album, The Long Run. L'album a pris deux ans à compléter. The Long Run est sorti le 24 septembre 1979. Considéré comme une déception par certains critiques musicaux pour ne pas avoir suivi l'album précédent Hotel California, il s’est néanmoins avéré un énorme succès commercial; L'album en tête des charts et vendu 7 millions d'exemplaires. En outre, il incluait trois titres du Top 10 - Heartache Tonight, la chanson titre et I Can't Tell You Why. In The City de Walsh a également bénéficié d'une diffusion considérable. Le groupe a également enregistré deux chansons de Noël au cours de ces sessions, Funky New Year et Please Come Home For Christmas, qui est sorti en single en 1978 et a atteint la 18e place du palmarès. En 1980, le groupe s'est séparé.

### 1973 - 2012 Carrière solo
En décembre 1974, Walsh sortit son premier album solo qui n'était pas considéré comme un projet de Barnstorm, So What, qui contenait des documents plus introspectifs tels que Help Me Make It Through The Night et Song For Emma, un hommage à sa fille tuée dans un accident de voiture l'année précédente. Don Henley, Glenn Frey et Randy Meisner des Eagles ont fait les chœurs sur plusieurs chansons.
En mars 1976, Walsh a publié un album live, intitulé You Can't Argue with a Sick Mind, qui comprenait également les Eagles.
Alors que les Eagles luttaient pour enregistrer leur prochain album qui suivrait Hotel California, Joe Walsh relança sa carrière solo avec 
un album très bien reçu, But Seriously, Folks… en mai 1978. Il contenait le single Life's Been Good, sa représentation humoristique  de la célébrité rock, qui a culminé à la 12e place du US Billboard Hot 100 et reste à ce jour son plus grand succès solo. Walsh a également contribué avec la chanson In the City à la bande originale du film The Warriors en 1979, une chanson écrite et chantée par lui qui a ensuite été réenregistrée pour l'album studio des Eagles, The Long Run. 
Après la séparation des Eagles en juillet 1980, Joe Walsh continua à sortir des albums solo tout au long des années 1980, mais ses ventes ne rencontrèrent pas le même succès qu'antérieurement.
There Goes the Neighborhood fut le premier album de Joe depuis la séparation des Eagles et culmina au n° 20 du Billboard 200. L'album ne comportait qu'un seul single, A Life of Illusion, qui devint l'une de ses chansons les plus populaires. Le single figurait également en tête du classement Hot Mainstream Rock Tracks en 1981.
A Life of Illusion a été enregistré en 1973 avec le premier groupe solo de Joe, Barnstorm, mais n'a pas été complété. Les overdubs et les mix finaux ont été complétés lors des sessions de There Goes the Neighbourhood et publiés sur l’album. La vidéo promotionnelle de la pièce-titre montre la création de la couverture de l'album. Cette chanson est également apparue dans le générique d'ouverture de The 40-Old-Old Virgin et apparaît comme la première chanson de sa bande originale.
En mai 1983, Walsh a publié You Bought It – You Name It; l'album a été reçu négativement par la majorité des critiques musicaux, alors que d'autres critiques ont noté de bons points pour l'album. Il n’a pas connu autant de succès que ses précédents albums, culminant au 48e rang du Billboard 200. Walsh a connu un succès modéré avec le single Space Age Whiz Kids, sur le summum de l’engouement pour les salles de jeux vidéo des années 1980. L'album contient des chansons rock telles que I Can Play That Rock & Roll et une reprise du titre de Dick Haymes, Love Letters. Il contient également des éléments plus introspectifs tels que Class of '65 et contient une chanson intitulée I.L.B.T.s, acronyme de I Like Big Tits.
La nouvelle petite amie de Walsh, Stevie Nicks, était impliquée dans son prochain album, The Confessor. Son vieil ami Keith Olsen a été embauché pour produire l'album et les musiciens étaient des requins de studio de Los Angeles, notamment: Jim Keltner, Mike Porcaro, Waddy Wachtel, Randy Newman, Alan Pasqua et de nombreux autres musiciens avec lesquels Joe n'avait jamais travaillé auparavant.
En 1987, Walsh sortit son dernier album solo des années 1980, Got Any Gum?, produit par Terry Manning, et présenta les contributions vocales de J. D. Souther et du chanteur principal de Survivor, Jimi Jamison, mais ce fut une déception commerciale.
En 1991, Ordinary Average Guy, son neuvième album studio solo et sa pièce-titre, sortent sur le label Epic. L'album présente Ringo Starr, Jimi Jamison et le batteur Joe Vitale de l'ancien groupe de Joe, Barnstorm. Vitale chante également sur la dernière pièce de l'album, School Days.
En 1992, Joe publia ce qui semblait être son dernier album (jusqu'en 2012), Songs for a Dying Planet, son dixième album studio solo. Comme son prédécesseur, il est sorti sur le label Epic. Soucieux de se rétablir après avoir reçu de mauvaises critiques pour son précédent album, Walsh a recruté son ancien producteur Bill Szymczyk. À la fin du titre "Certain Situations", vous pouvez entendre un message en code Morse indiquant "Register and vote for me" ("Inscrivez-vous et votez pour moi"). Sa chanson "Vote for Me" ("Votez pour moi") a été un succès mineur, culminant au n ° 10 du tableau Hot Mainstream Rock Tracks.
La chanson One Day At A Time de Joe est parue en 2012 et détaille ses problèmes d'abus d'alcool et de drogues plus tôt dans sa carrière. La chanson est apparue sur l'album Analog Man de Joe Walsh, sorti le 5 juin 2012. L'album a été coproduit par Jeff Lynne, et Tommy Lee James a coécrit certaines des chansons de l'album.

### Réunion des Eagles
Un album hommage aux Eagles intitulé Common Thread: The Songs Of The Eagles est sorti en 1993, treize ans après la rupture. Travis Tritt a insisté pour que les Eagles de l'époque The Long Run soient dans sa vidéo pour Take It Easy et ils ont accepté. Après des années de spéculation publique, le groupe s'est officiellement réuni l'année suivante. La formation comprenait les cinq membres de l'ère Long Run - Frey, Henley, Walsh, Felder et Schmit -, auxquels s'ajoutaient Scott Crago (batterie), John Corey (claviers, guitare, chœurs), Timothy Drury (claviers, guitare, chœurs) et Al Garth (saxophone, violon) sur scène.
"Pour la petite histoire, nous ne nous sommes jamais séparés, nous avons simplement pris 14 ans de vacances", a annoncé Glenn Frey lors du concert retour du groupe en avril 1994. La tournée suivante a donné naissance à un album intitulé Hell Freezes Over (nommé ainsi d'après la déclaration récurrente de Henley, alors qu'on lui demandait quand le groupe se remettrait ensemble, ce à quoi il répondait invariablement : "Quand l'enfer gèlera ("When Hell Freezes Over)), qui a fait ses débuts au n ° 1 des charts du Billboard. Il comprenait quatre nouvelles chansons studio, soit Get Over It, Love Will Keep Us Alive toutes deux classées dans le Top 40 ainsi que The Girl from Yesterday et Learn to Be Still. L’album a eu autant de succès que la tournée, se vendant à 6 millions d’exemplaires aux États-Unis. La tournée a été interrompue en septembre 1994 en raison de la récidive et de la gravité de la diverticulose de Glenn Frey, mais elle a repris en 1995 et s’est poursuivie en 1996. En 1998, les Eagles ont été intronisés au Temple de la renommée du rock and roll. Pour la cérémonie d'intronisation, les sept membres des Eagles (Frey, Henley, Leadon, Meisner, Felder, Walsh et Schmit) ont joué ensemble pour deux chansons, Take It Easy et Hotel California. Plusieurs tournées de réunion ont suivi (sans Leadon ni Meisner toutefois), notamment pour le prix record de leurs billets.
Les Eagles se sont produits au Mandalay Bay Events Center de Las Vegas les 28 et 29 décembre 1999, suivis d’un concert au Staples Center de Los Angeles le 31 décembre. Ces concerts ont marqué la dernière fois où Don Felder jouait avec le groupe et ces spectacles (y compris une sortie vidéo prévue) a ensuite fait partie d’un procès intenté par Felder contre ses anciens membres du groupe. Voir l'article Wikipedia  francophone sur Don Felder pour plus de détails.
Les enregistrements du concert ont été publiés sur CD dans le cadre du coffret Selected Works: 1972-1999, en novembre 2000. Outre le concert du millénaire, cet ensemble comprenait les succès, les titres de l'album et les extraits des sessions pour l'album The Long Run du groupe. Les œuvres sélectionnées ont reçu la certification platine de la RIAA en 2002.
Le groupe a repris la tournée en 2001 avec une formation composée de Frey, Henley, Walsh et Schmit, ainsi que Steuart Smith (guitares, mandoline, claviers, chœurs; reprenant essentiellement la place vacante de Felder), Michael Thompson (claviers, trombone) Will Hollis (claviers, chœurs), Scott Crago (batterie, percussions), Bill Armstrong (cors), Al Garth (saxophone, violon), Christian Mostert (saxophone) et Greg Smith (saxophone, percussion). 
En 2003, les Eagles ont publié un des plus grands albums à succès, The Very Best Of. Cette compilation de deux disques est la première qui couvre toute leur carrière, de leur tout premier album The Eagles à Hell Freezes Over. Elle a fait ses débuts au numéro 3 sur les charts Billboard et a finalement remporté le statut de triple platine. L'album comprend un nouveau single, Hole in the World sur le thème des attaques du 11 septembre 2001. Également en 2003, Warren Zevon, un ami de longue date des Eagles, a commencé à travailler sur son dernier album, The Wind, avec l’aide de Henley, Walsh et Schmit.
Le 14 juin 2005, les Eagles ont lancé à Melbourne un nouvel ensemble de deux DVD intitulé Farewell 1 Tour-Live from Melbourne, comprenant deux nouvelles chansons: No More Cloudy Days de Frey et One Day at a Time de Walsh. Une édition spéciale de 2006, exclusive à Walmart et aux magasins affiliés, comprend un CD bonus contenant trois nouvelles chansons: une version studio de No More Cloudy Days, Fast Company et Do Something. 
En 2007, les Eagles étaient composés de Frey, Henley, Walsh et Schmit. Le 20 août 2007, "How Long", écrit par J. D. Souther, a été publié sous forme de single à la radio avec une vidéo en ligne associée à Yahoo!. Il a fait ses débuts à la télévision sur Country Music Television lors du Top 20 Countdown du 23 août 2007. Le groupe avait interprété la chanson dans le cadre de leurs sets live du début au milieu des années 1970, mais ne l'avait pas enregistrée à l'époque car Souther voulait se la réserver pour son premier album solo. Souther avait déjà travaillé avec les Eagles et coécrit certains de leurs plus grands succès, notamment Best of My Love, Victim of Love, Heartache Tonight et New Kid in Town.
Le 30 octobre 2007, les Eagles publient Long Road Out of Eden, leur premier album de tout nouveau matériel depuis 1979. Pour la première année suivant la sortie de l'album, il était disponible aux États-Unis uniquement via le site Web du groupe, chez Walmart. dans les magasins du Sam's Club. [32] Il était disponible dans le commerce dans les points de vente traditionnels d’autres pays. L’album a fait ses débuts au numéro 1 aux États-Unis, au Royaume-Uni, en Australie, en Nouvelle-Zélande, aux Pays-Bas et en Norvège. Il est devenu leur troisième album studio et leur septième édition au total à être certifié au moins sept fois platine par la RIAA. Henley a confié à CNN que "C’est probablement le dernier album des Eagles que nous ferons un jour". Les Eagles ont fait leurs débuts au public le 7 novembre 2007, en interprétant How Long aux Country Music Association Awards. 
Le 28 janvier 2008, le deuxième single de Long Road Out of Eden est sorti. Busy Being Fabulous culmine au numéro 28 sur les charts du  Billboard américain et au numéro 12 sur les charts des pièces contemporaines pour adultes du Billboard américain. Les Eagles ont remporté leur cinquième Grammy en 2008, dans la catégorie Grammy Award de la meilleure performance pays par un duo ou un groupe avec voix pour How Long.
Le 20 mars 2008, les Eagles ont lancé leur tournée mondiale à la suite de l'album Long Road Out of Eden à l'O2 Arena de Londres. La tournée a conclu la partie américaine au stade Rio Tinto de Sandy, dans l'Utah, le 9 mai 2009. Il s'agissait du premier concert jamais organisé dans le nouveau stade de football. La tournée s'est rendue en Europe et a donné son concert final le 22 juillet 2009 à Lisbonne. Le groupe a passé l'été 2010 à visiter les stades nord-américains avec les Dixie Chicks et Keith Urban. La tournée s'est étendue à l'Angleterre comme l'acte principal du festival de la ferme Hop Farm le 1er juillet 2011. 
Quand on lui demanda en novembre 2010 si les Eagles envisageaient de donner suite à Long Road Out of Eden, Schmit répondit: "Ma première réaction serait: impossible. Mais j'ai dit cela avant le dernier, donc on ne sait jamais vraiment. Les groupes sont une entité fragile et on ne sait jamais ce qui va se passer Il a fallu beaucoup de temps pour faire le dernier album et cela nous a beaucoup pris, nous avons pris une année sabbatique à un moment donné. Je ne suis pas sûr de pouvoir le refaire. Je ne fermerais pas la porte là-dessus, mais je ne sais pas." Joe Walsh avait déclaré en 2010 qu'il pourrait y avoir un album de plus avant que le groupe ne se retire pour de bon.
En février 2013, les Eagles ont publié un documentaire sur sa carrière intitulé History of the Eagles et ont démarré la tournée de soutien avec onze dates du 6 au 25 juillet. Henley a déclaré que la tournée, qui se poursuivrait jusqu'en 2015, “pourrait très bien être notre dernière ... nous allons inclure au moins un ancien membre du groupe dans cette tournée et revenir un peu aux racines, et comment on a créé certaines de ces chansons. Nous allons les décomposer en principes fondamentaux puis les reprendre à l’état actuel.”
Le guitariste original des Eagles, Bernie Leadon, a également participé à la tournée. Walsh a déclaré: "Bernie est brillant, je n'ai jamais vraiment eu la chance de jouer avec lui, mais nous avons été en contact. Nous le voyons de temps en temps, et je suis vraiment heureux qu'il vienne parce qu'il va relever le spectacle d'un cran et je suis vraiment impatient de jouer avec lui, enfin." Il a été rapporté que les anciens membres Randy Meisner et Don Felder ne participeront pas. Meisner avait été invité mais ne pouvait pas participer en raison de problèmes de santé, tandis que Felder a refusé en raison de différends juridiques en cours avec le groupe.

### Autres groupes
Fin 1984, Walsh fut contacté par le musicien australien Paul Christie, ancien bassiste de Mondo Rock. Christie l'a invité à venir en Australie pour jouer avec les Party Boys, un groupe de stars composé de membres flottants de musiciens australiens bien connus. Parmi eux, le guitariste Kevin Borich, acclamé par la critique, avec qui Joe est devenu ami. Il a accepté et joué avec les Party Boys lors de leur tournée australienne fin 1984 - début 1985 et est apparu sur leur album live, You Need Professional Help. Il est resté en Australie quelque temps après la tournée et a formé le groupe de courte durée "Creatures From America", avec Waddy Wachtel (guitare), Rick Rosas (guitare basse) et le batteur australien Richard Harvey (Divinyls, les Party Boys). En 1987, Walsh est retourné aux États-Unis pour travailler sur son album Got Any Gum ?, produit par Terry Manning et comportant des contributions vocales de J.D. Souther et du chanteur de Survivor, Jimi Jamison. Après la déception commerciale de l'album, Walsh décida de retourner en Australie en 1989 pour une nouvelle incarnation des Party Boys. Walsh a également effectué une tournée avec Ringo Starr et son groupe All-Starr en 1989 et 1992, en alternant une poignée de ses chansons les plus connues avec Starr et des mélodies d'autres membres du groupe All-Starr Band. En 1989, Walsh a enregistré un MTV Unplugged avec le pianiste R & B Dr. John. Également en 1989, Walsh a filmé un concert du Théâtre Wiltern à Los Angeles avec Etta James et Albert Collins, intitulé Jazzvisions: Jump the Blues Away. Tout en produisant leur album Homegrown en 1989, Joe a brièvement rejoint le groupe de reggae néo-zélandais Herbs. Bien qu'il ait quitté au moment de sa sortie en 1990, il est présent comme chanteur sur deux titres, Up All Night et It's Alright. L'album comprend le premier enregistrement de son Ordinary Average Guys (chanté par le dernier bassiste des Herbs, Charlie Tumahai), qui devint par la suite un hit solo pour Walsh en tant que Ordinary Average Guy. 
À la fin de 1990, Walsh faisait partie d'un groupe appelé The Best, avec le claviériste Keith Emerson, le bassiste John Entwistle, le guitariste Jeff Baxter et le batteur Simon Phillips. Le groupe a donné plusieurs spectacles à Hawaii et au Japon, un enregistrement sur DVD est disponible de l'un de ces concerts. 
En 1993, Walsh s'est associé à Glenn Frey pour la tournée "Party of Two" aux États-Unis.
En 1996, le James Gang a réuni le président démocrate Bill Clinton. Le groupe se composait de leur line-up "classique" (Walsh, Peters, Fox) et ils se produisirent au Cleveland State University Convocation Center le 4 novembre 1996.
En 1998, ABC souhaitait utiliser une chanson rock classique pour Monday Night Football cette année-là. Ils ont donc demandé à Walsh de réécrire les paroles de Rocky Mountain Way pour le quart John Elway des Broncos de Denver., qui est ainsi devenue Rocky Mountain Elway 
et Walsh est apparu dans une vidéo diffusée par ABC au Monday Night Football.

### Années 2000 et 2010
En juin 2004, Walsh se produit au Crossroads Guitar Festival d'Eric Clapton à Dallas, au Texas. Il a également été présenté en septembre 2004 au Strat Pack, un concert tenu à Londres, en Angleterre, à l’occasion du 50e anniversaire de la guitare Fender Stratocaster. En 2006, Walsh a retrouvé Jim Fox et Dale Peters du James Gang pour de nouveaux enregistrements et une tournée de retrouvailles estivales de 15 dates. La tournée a duré jusqu'à l'automne.
En 2008, Walsh est apparu sur le DVD de célébration du 60e anniversaire de Carvin en tant que célébrité. Dans l'interview enregistrée, il a hautement loué Carvin Guitars et a affirmé que la conception du pont était "tout comme les premiers modèles Les Paul. Je ne peux même pas demander à Gibson de le rééditer". 
La Kent State University a décerné à Walsh un diplôme honorifique en musique en décembre 2001. En mai 2012, le Berklee College of Music a décerné à Joe ainsi qu'à d'autres membres des Eagles, un doctorat honorifique pour leurs réalisations dans le domaine de la musique.

### Apparitions notables
En 1974, Walsh produisit l'album Souvenirs de Dan Fogelberg et joua de la guitare, de la guitare électrique, de la guitare à 12 cordes, de la basse ARP et des chœurs. Il a également contacté Graham Nash pour qu'il chante des voix d'harmonie sur "Part of the Plan", ce qui a contribué à envoyer l'album au 17e rang du classement de l'album 1975.
En 1977, il participe à une pièce de l'album Works Volume 1 du groupe Emerson, Lake & Palmer, en jouant la guitare et en improvisant des scat vocals sur L.A. Nights de Carl Palmer, sur laquelle joue aussi Keith Emerson aux claviers. Joe retrouverait ce dernier lors de la formation du groupe The Best.
En 1981, Walsh et son ancien acolyte du groupe Barnstorm, Joe Vitale, se sont tournés vers le cinquième album solo du vieil ami John Entwistle, Too Late the Hero, chaque fois qu'ils étaient libres d'y travailler. Ce disque est devenu le meilleur album solo de John Entwistle, avec les succès "Talk Dirty" et "Too Late the Hero". 
Walsh était un musicien invité (1er solo de guitare) sur le succès "Dirty Laundry" de Don Henley des Eagles en 1982 (mentionné comme tel dans les notes du film I Can't Stand Still et Actual Miles: Les plus grands succès de Henley). Walsh a également contribué aux albums de Ringo Starr, America, REO Speedwagon, Jay Ferguson, Andy Gibb, Wilson Phillips et Steve Winwood, ainsi que sur le succès de «Don't Mean Nothing» de Richard Marx. 
Walsh était un invité régulier de la station de radio KLOS de Los Angeles au milieu des années 1980. Ils avaient un reportage du samedi soir, avec des invités invités prenant la parole au micro (Walsh était l’invité bien plus souvent que tout autre). Il était également un invité fréquent et animateur invité de Steve Dahl, personnalité de la radio de Détroit et de Chicago. En 1995, Joe a fourni 4 de ses chansons pour la Bande Originale de la série télé Robocop, avec Lita Ford, Nicky Hopkins et 2 en solo. 
À l'écran, Walsh est apparu au cinéma dans deux films, Zachariah en 1971 avec le groupe The James Gang et The Blues Brothers  en 1980, puis in l'a aussi vu à la télévision dans plusieurs sitcoms, Promised Land, The Drew Carey Show, Wicked City, Criminal Minds, Duckman, MADtv, Live from Daryl's House avec Daryl Hall et ses invités et Rock the Cradle. 
En octobre 2004, Walsh a pris la parole en Nouvelle-Zélande afin de mettre en garde contre les dangers de la toxicomanie. Il a dit que sa visite était un "merci" aux personnes qui l'avaient emmené à Otatara Pa quand il avait fait une tournée en Nouvelle-Zélande avec le groupe de reggae Herbs alors qu'il était sous forte dépendance à l'alcool et à la cocaïne en 1989, une expérience qu'il a citée comme le début d'un long voyage à la bonne santé. En 2004, à Otatara Pa, Walsh a déclaré: "C’est un endroit spécial, et c’est très spécial pour moi. C’est lors d’une visite il y a de nombreuses années, sur les collines, que j’ai eu un moment de clarté. Je comprends, mais j’ai reconnecté avec mon âme et je me suis rappelé qui j’étais. J’ai avoué que j’avais des problèmes et que je devais faire quelque chose à ce sujet. C’était le début de ma guérison et de ma dépendance à l’alcool et à la drogue, et quand de retour en Amérique, cela m'a donné le courage de demander de l'aide."
Le 12 février 2012, Walsh est apparu sur scène avec Paul McCartney, Bruce Springsteen, Dave Grohl et le groupe de McCartney au Staples Center de Los Angeles pour clore le spectacle des Grammy Awards. Walsh est également apparu dans le 60e épisode de Live from Daryl's House avec Daryl Hall, qui a été créé le 15 novembre 2012.
Le 9 février 2014, Walsh a figuré dans plusieurs chansons de l'émission spéciale de CBS intitulée «La nuit qui a changé l'Amérique: un salut des Grammy aux Beatles».
En 2014, Walsh a fait une apparition sur le huitième album studio de Foo Fighters, Sonic Highways. 
Le 24 mai 2016, Walsh a participé à l'émission The Voice de la chaîne NBC dans laquelle il jouait de la guitare slide, discutait et interprétait Rocky Mountain Way avec la candidate Laith Al-Saadi.

### Services publics
Walsh est actif dans des œuvres caritatives et a donné plusieurs concerts pour collecter des fonds pour des œuvres caritatives. Il a également contribué personnellement à plusieurs œuvres caritatives, notamment des maisons de transition pour femmes adultes déplacées à Wichita, au Kansas. Walsh a financé la première bourse d'études basée sur les talents de la Kent State University en 2008.
L'amour de Walsh pour l'île de Santa Cruz s'est transformé en un engagement permanent pour la préservation de l'environnement, et il a été actif dans la préservation des parcs de l'île. Il est président de la Santa Cruz Island Foundation et siège au conseil d’administration de la fondation depuis les années 1980.
Walsh avait souvent plaisanté sur le fait de se présenter aux élections en annonçant une campagne présidentielle simulée en 1980 et une vice-présidence présidentielle en 1992. Il se présentait à la présidence des États-Unis en 1980, promettant de faire de "Life's Been Good" le nouvel hymne national s'il était élu et a fonctionné sur une plate-forme de "Gaz libre pour tout le monde". Bien que Walsh n'ait que 32 ans au moment des élections et qu'il n'aurait donc pas rempli les 35 ans requis pour assumer ses fonctions, il a déclaré qu'il souhaitait sensibiliser le public à l'élection. En 1992, Walsh se porta candidat au poste de vice-président avec le révérend Goat Carson sous le slogan "Nous voulons notre argent!" 
Dans une interview pour promouvoir son album Analog Man en 2012, Walsh a révélé qu'il envisageait une candidature sérieuse à un poste politique. "Je pense que je courrais sérieusement et que je courrais pour le Congrès", a déclaré Walsh à WASH à Washington, DC "La cause du problème est que le Congrès est si dysfonctionnel. Nous sommes morts dans l'eau jusqu'à ce que le Congrès se mette à travailler et adopte de nouvelles lois pour changer les choses."
En 2017, Walsh a contacté d'autres acteurs du secteur de la musique, Gary Clark Jr., Keith Urban et Gary Clark Jr. pour tenter d'organiser et de jouer ce qui est devenu Vets Aid, une série de concerts s'inspirant du programme Farm Aid animé par l'artiste country Willie Nelson.

### Vie personnelle
Joe Walsh s'est marié cinq fois. Il s'est marié brièvement avec Margie Walsh dans les années 1960, avec Stefany Rhodes de 1971 à 1978, avec Juanita Boyer de 1980 à 1988 et avec Denise Driscoll de 1999 à 2006. Walsh a épousé Marjorie Bach (sœur de Barbara Bach, épouse de Ringo Starr) à Los Angeles le 13 décembre 2008.
La fille de Walsh, Lucy Walsh, est également une musicienne qui a travaillé avec Ashlee Simpson et d’autres. Elle a sorti son premier album solo, Lost in the Lights, au printemps 2007.
La fille aînée de Walsh, Emma Kristen, est née en 1971 et est décédée en 1974 à l'âge de 3 ans des suites de blessures subies à la suite d'un accident de voiture alors qu'elle se rendait à la crèche. Son histoire a inspiré le morceau "Song For Emma" de l'album solo So What de Walsh, publié plus tard cette année-là. À sa mémoire, une fontaine et une plaque commémorative ont été placées dans un parc dans lequel elle a joué: North Boulder Park à Boulder, dans le Colorado. Il a dit que le nom de l'album So What était le résultat de la mort d'Emma: rien d'autre ne semblait avoir de signification ou d'importance dans les mois qui ont suivi. La souche a finalement contribué au divorce de Walsh de sa deuxième femme, Stefany. Lors d'une tournée avec la chanteuse Stevie Nicks en 1984, Walsh l'emmena à la fontaine du parc. Nicks a ensuite immortalisé cette histoire dans sa chanson "Quelqu'un a-t-il jamais écrit quelque chose pour vous?" sur son album de 1985 Rock A Little. Lors d'une discussion sur leur relation, Nicks a déclaré dans une interview accordée en 2007 au quotidien britannique The Daily Telegraph que Walsh avait été "le grand amour de ma vie". 
Walsh admet avoir lutté contre l'alcoolisme et la toxicomanie pendant la majeure partie de sa carrière et est en convalescence depuis 1993.  En 1989, alors qu'il tournait avec le groupe néo-zélandais Herbs, Walsh expérimenta une "épiphanie" lors d'une visite sur un ancien site maori pā de la région de Hawke's Bay. En 2004, lors d'une visite de retour en Nouvelle-Zélande, Walsh a décrit l'expérience et l'a décrite comme le début de son rétablissement de sa dépendance. Walsh a raconté l’histoire qu’en 1994, il s’était réveillé après un black-out dans un avion à destination de Paris. À son arrivée, il avait son passeport, mais ne se souvenait pas être monté dans l'avion. Ce fut une révélation et il est resté sobre depuis. 
Tout en vivant à New York, Joe a commencé à s'intéresser de longue date à la radio amateur. Il est titulaire d'une licence de radio amateur de catégorie extra amateur et son indicatif de station est WB6ACU. En 2006, il a fait don d'une guitare dédicacée à l'ARRL de Newington, dans le Connecticut, pour sa vente aux enchères. Il a également participé au projet "Big Project" du groupe, qui introduit la radio amateur dans les écoles. Walsh a inclus des messages de code Morse dans ses albums à deux reprises: une fois dans l'album Barnstorm ("Inscrivez-vous et votez"), et plus tard dans Songs for a Dying Planet ("Enregistrez-vous et votez pour moi"). Walsh fournit la chanson thème (qui inclut le code morse) pour le podcast TWiT Ham Nation (débutant en 2011), et il est apparu en tant qu'invité dans le premier podcast, ainsi que dans l'épisode 400.

## Discographie

### The Measles
Singles :
- 1965 : Casting My Spell/Bye Birdie Fly
- 1966 : Kicks/No Baby At All

### The Ohio Express
- 1967 : Beg, Borrow And Steal - I Find I Think Of You composée par Joe Walsh et interprétée par son groupe The Measles.

### James Gang
Albums studio :
- 1969 : Yer' Album
- 1970 : James Gang Rides Again
- 1971 : Thirds

Album live :
- 1971 : James Gang Live in Concert

Compilation :
- 1973 : The Best Of James Gang Featuring Joe Walsh
- 1973 : The James Gang 16 Greatest Hits
- 1997 : The Best of Joe Walsh & The James Gang 1969-1974

### Barnstorm
- 1972 : Barnstorm
- 1973 : The Smoker You Drink, The Player You Get

### Eagles
Albums studio:
- 1976 : Hotel California
- 1979 : The Long Run
- 2007 : Long Road out of Eden

Albums live:
- 1980 : Eagles Live
- 1994 : Hell Freezes Over
- 2019 : Hell Freezes Over Again 2 CD

Compilations:
- 1982 : Eagles Greatest Hits, Vol. 2
- 1985 : The Best of Eagles
- 1988 : The Legend of
- 1994 : The Very Best of The Eagles
- 2000 : Selected Works: 1972–1999 - 4 CD
- 2001 : The Very Best of the Eagles
- 2003 : The Very Best Of - The Complete Greatest Hits - 2 CD.
- 2005 : Eagles - Coffret de 7 CD + 1 Single CD réunissant tous les albums studio. Joe Walsh est donc présent à partir de Hotel California
- 2018 ; Eagles Legacy - Coffret de 12 CD + 1 DVD + 1 Blu-Ray réunissant tous les albums studio, les 3 albums live, les singles + le DVD  Hell Freezes Over et le Blu-ray Farewell Tour: Live From Melbourne.

DVD : 
- 2005 : The Eagles - Hell Freezes Over: Live 1994 - DVD filmé lors de la réunion du groupe en 1994.
- 2005 : Farewell 1 Tour-Live from Melbourne - 2 DVD de concerts filmés à Melbourne les 14, 15 et 17 novembre 2004.
- 2013 : History of the Eagles: The Story of an American Band - 3 DVD

### Solo
- Albums studio :
- 1974 : So What
- 1978 : But Seriously, Folks...
- 1980 : There Goes the Neighborhood
- 1983 : You Bought It, You Name It
- 1985 : The Confessor
- 1987 : Got any gum?
- 1991 : Ordinary Average Guy
- 1992 : Songs for a Dying Planet
- 2012 : Analog Man

- Albums live :
- 1976 : You Can't Argue with a Sick Mind
- 1990 : MTV Unplugged
- 2014 : All Night Long: Live in Dallas

- Compilations :
- 1978 : The Best of Joe Walsh
- 1978 : So Far So Good
- 1985 : Rocky Mountain Way
- 1995 : Look What I Did!
- 1997 : Joe Walsh's Greatest Hits - Little Did He Know...
- 1997 : The Best of Joe Walsh & The James Gang 1969-1974

### Joe Walsh, Albert Collins, Etta James
- 1988 : Jump The Blues Away - Joe guitares et chant sur 7 chansons.

### Collaborations
- 1967 : Beg, Borrow and Steal de The Ohio Express - Joe guitare et chant sur 2 chansons.
- 1970 : Indianola Mississippi Seeds de B.B. King - Joe guitare sur 3 titres.
- 1973 : Michael Stanley - Album éponyme de cet artiste - Joe guitares, synthétiseurs, chœurs, arrangements.
- 1973 : Down the Road de Manassas - Joe guitare slide.
- 1973 : Friends and Legends de Michael Stanley - Joe guitares, synthétiseurs, chœurs.
- 1973 ; Hat Trick de America - Joe guitare sur Green Monkey.
- 1973 : Rosewood Bitters de Michael Stanley - Joe guitare slide.
- 1973 : Ridin' the Storm Out de REO Speedwagon Joe guitares sur 3 chansons.
- 1973 : All American Boy de Rick Derringer - Joe guitare sur Teenage Queen et Uncomplicated.
- 1974 ; The Kids & Me de Billy Preston - Joe guitare.
- 1974 : Souvenirs de Dan Fogelberg - Joe guitare acoustique 6 et 12 cordes, guitare électrique 12 cordes, slide, ARP basse, chœurs.
- 1974 : Roller Coaster Weekend de Joe Vitale - Joe guitares.
- 1975 : Two Sides of the Moon de Keith Moon - Joe guitares sur 4 chansons.
- 1976 : Fools Gold de Fools Gold - Joe guitares sur Coming Out Of Hiding.
- 1976 : Black Rose de J.D. Souther - Joe guitare slide sur Baby Come Home, avec Glenn Frey et Don Henley.
- 1977 : Act Like Nothing's Wrong de Al Kooper - Joe guitare slide sur Hollywood Vampire.
- 1977 : Flowing Rivers de Andy Gibb - Joe guitares sur 2 chansons.
- 1977 : Works Volume 1 De Emerson, Lake & Palmer - Joe guitare et scat vocals sur L.A. Nights de Carl Palmer.
- 1977 : Thunder Island de Jay Ferguson - Joe guitares.
- 1977 : Little Criminals de Randy Newman - Joe guitare, slide sur 2 chansons, avec Glenn Frey et Timothy B. Schmit.
- 1979 : Real Life Ain't This Way de Jay Ferguson - Joe guitares.
- 1980 : Bad Luck Streak in Dancing School de Warren Zevon - Joe guitares.
- 1980 : Keepin' the Summer Alive des Beach Boys - Joe guitare sur la pièce-titre.
- 1981 : Too Late The Hero de John Entwistle - Joe guitares, piano, synthétiseurs, percussions, production.
- 1981 : Plantation Harbor de Joe Vitale - Joe guitares.
- 1982 : Lionel Richie - Album éponyme de cet artiste - Joe guitares sur Wandering Stranger.
- 1982 : I Can't Stand Still de Don Henley - Joe guitare sur Dirty Laundry.
- 1982 : Fast Times At Ridgemont High Music From The Motion Picture Artistes variés - Joe sur Waffle Stomp.
- 1983 : Old Wave de Ringo Starr - Joe guitare, harmonica, synthétiseurs + co production avec Russ Ballard.
- 1984 : Playin' It Cool de Timothy B. Schmit - Joe guitares slide et électrique.
- 1985 : Live in Boston de Fleetwood Mac - Sur Encore Jam avec Eric Clapton aussi à la guitare.
- 1985 : No Lookin' Back de Michael McDonald - Joe guitares slide sur Bad Times.
- 1985 : You Need Professional Help des Party Boys - Joe guitare et chant.
- 1986 : Back in the High Life de Steve Winwood - Coauteur et guitare sur Split Decision.
- 1986 : Jazzvisions: Jump The Blues Away de Albert Collins - Joe guitares.
- 1987 : Richard Marx - Album éponyme - Joe guitare sur Don't Mean Nothing, avec Timothy B. Schmidt.
- 1989 : Unplugged de Dr. John
- 1990 : Wilson Phillips - Album éponyme - Joe guitares sur 3 chansons.
- 1990 : Ringo Starr and His All-Starr Band - Sur "Life in the Fast Lane" et "Rocky Mountain Way".
- 1990 : Homegrown de Herbs - Joe guitares et chant sur 2 titres, en plus de la production.
- 1990 : The Best - DVD Avec Keith Emerson, Jeff Baxter, Joe Walsh, John Entwistle, Simon Phillips.
- 1991 : The Fire Inside de Bob Seger - Joe guitares 6 et 12 cordes.
- 1993 : Ringo Starr and His All Starr Band Volume 2: Live from Montreux de Ringo Starr
- 1993 : The World's Most Dangerous Party de Paul Shaffer - Joe chœurs.
- 1995 : Robocop: The Series Soundtrack - Artistes variés - Joe sur 3 titres
- 1998 : Live in Boston Volume Two de Fleetwood Mac - Joe Walsh et Eric Clapton guitares sur Encore Jam.
- 1998 : Vertical Man de Ringo Starr - Joe guitares sur 3 chansons.
- 1998 : VH1 Storytellers de Ringo Starr
- 2000 : Times Like These de Rick Danko - Joe guitares, piano, chœurs.
- 2001 : The Anthology... So Far de Ringo Starr - Joe sur Life in the Fast Lane.
- 2003 : The Wind de Warren Zevon - Joe guitare slide sur Rub Me Raw, avec Don Henley et Timothy B. Schmit.
- 2005 : The 40 Year-Old Virgin Original Soundtrack Artistes Variés - Joe sur A Life of Illusion.
- 2006 : Long Way Home de Frankie Miller - Joe guitares.
- 2007 : Just Who I Am: Poets & Pirates de Kenny Chesney - Joe guitare et talk-box sur Wild Ride.
- 2010 : Y Not de Ringo Starr - Joe sur Fill in the Blanks, Peace Dream et Everyone Wins.
- 2012 : Ringo 2012 de Ringo Starr - Joe solo sur Wings.
- 2012 : New to This Town de Kix Brooks - Joe guitare sur New to This Town
- 2014 : Sonic Highways des Foo Fighters - Joe guitare sur Outside.
- 2015 : Postcards from Paradise de Ringo Starr - Joe sur 2 chansons.
- 2017 : Give More Love de Ringo Starr - Joe sur 4 chansons.
- 2017 ; White Knight de Todd Rundgren - Joe sur Sleep.
- 2019 ; What's My Name de Ringo Starr - Joe guitare et chœurs
- 2021 : Zoom In de Ringo Starr - Joe chœurs sur Here's to the nights avec Paul McCartney, Nathan East, Sheryl Crow, etc.
- 2021 : Change The World de Ringo Starr - Joe guitare sur Rock Around the Clock
- 2022 : Brother Johnny de Edgar Winter - Chant sur Johnny B. Goode et guitare solo sur Strangeravec Ringo Starr.

## Filmographie

### Cinéma
- 1971 : Zachariah Film de George Englund. Avec Don Johnson : Lui-Même avec le groupe The James Gang.
- 1980 : Les Blues Brothers : Prisonnier.

### Télévision
- 1995 : Mad TV - 1 Épisode 1.2 ; Lui-Même.
- 1996 : Promised land - 1 Épisode The Prodigy : R.J.
- 1996-97 : Duckman: Private Dick/Family Man - 2 Épisodes They Craved Duckman's Brain! et Love! Anger! Kvetching! :  Prête sa voix.
- 1997-2001 : The Drew Carey Show - 7 Épisodes :- Ed.
- 2008 : Rock the Cradle - Épisode Non Défini. - Lui-Même
- 2015 : Wicked City - Saison 1 Épisode 2 : Running With the Devil : Directeur.
- 2016 : Criminal Minds - 1 Épisode The Sandman : Lui-Même.
- 2016 : Better Things - 1 Épisode Hair of the Dog : Lui-Même.

### DVD
- 1990 : The Best - Keith Emerson, Jeff Baxter, Joe Walsh, John Entwistle, Simon Phillips
- 2005 : Hell Freezes Over - The Eagles
- 2013 : Farewell Tour 1 - Live From Melbourne - The Eagles
- 2013 : History of the Eagles - The Eagles
- 2020 : Live From The Forum MMXVIII - The Eagles